# Czarny Krzysztof (rycerz)

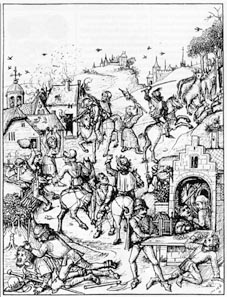
Raubritterzy podczas napadu (grafika z XVI wieku)

Czarny Krzysztof (ur. w XV w., zm. 13 kwietnia lub 5 października 1513 w Legnicy) – śląski rycerz-rabuś, działający na przełomie XV i XVI wieku.

## Tożsamość
Tożsamość Czarnego Krzysztofa nie została jednoznacznie ustalona. Według jednej wersji pochodził z rodu von Reisewitz, według innej - z rodu von Zedlitz i był synem właściciela wsi Kopacz. Swoje miano zawdzięczał posiadaniu czarnych włosów.

## Życiorys
Był młodszym z braci. Z uwagi na fakt, że starszy brat Melchior miał zostać zarządcą rodzinnego majątku, Krzysztofa przeznaczono do życia zakonnego. Ten jednak zbyt kochał alkohol i awanturniczy tryb życia, by dać się zamknąć w klasztorze. W latach 90. XV wieku został zarządcą zamku Gryf, którego właściciel - Ulryk Gotsch Schaff wyjechał na Węgry. Krzysztof nałożył nowe opłaty na miasta i wsie leżące na ziemiach swojego pana, a pieniądze z nich przeznaczał dla siebie oraz na sfinansowanie bandy rozbójników. Ludzie ci rabowali głównie kupców, dokonali również napadu na klasztor w Lubomierzu, skąd uprowadzili księdza i kilka mniszek. Skargi mieszkańców dotarły do Ulryka, który wrócił na zamek, Krzysztof zaś według jednej wersji zbiegł przed nim na Łużyce, według innej - został tam zesłany.
Były rycerz szybko powrócił do zbójeckiego rzemiosła. Zebrał bandę podobnych sobie, w skład której weszli m.in. Wawrzyniec von Stewitz  (Stehwitz) oraz Jakob i Martin von Promnitz, i rozpoczął na nowo grabieże. Napadał na kupców, zamki, dwory, wsie i miasteczka na terenie ziemi łużyckiej i śląskiej, zapuszczając się aż pod Cieszyn. Zagarnął m.in. stado wołów pędzonych z Miśni na Śląsk, a w 1500 roku napadł na Nysę. Jego siedzibą był zamek w Olszanicy, a jednym z ulubionych miejsc napadów - Choiniec (Hainwald), obecnie przysiółek wsi Czaple. Tu m.in. w 1506 roku napadł na mieszczan lwówieckich, a podczas tego napadu śmierć mieli ponieść m.in. Georgen von Zedlitz, pan na Brunowie oraz burmistrz Lwówka Tschörtner. Na jego napadach cierpiały interesy takich miast, jak Lwówek Śląski, Legnica, Wrocław czy Złotoryja, której dobra były wielokrotnie plądrowane przez rabusiów. Sam Krzysztof długo pozostawała nieuchwytny, pomimo wyznaczenia nagrody 500 guldenów węgierskich za żywego, a 250 - za martwego. Raubritterowi sprzyjało wiele śląskich rodów rycerskich, m.in. von Reder, von Nimptsch, von Czirn czy von Reibnitz. Cieszył się również protekcją książąt: Fryderyka II legnickiego oraz Karola I Podiebradowicza, z którymi dzielił się łupami. Ponadto posiadał umiejętność przebierania się, a w przebraniu często uprzednio rozpoznawał miejsca napadów.
Kres jego działalności położono w 1512 roku. Wówczas to, w dniu 25 września wojska lwówieckie i złotoryjskie zdobyły olszanicki zamek i pojmały Krzysztofa. Został osadzony na zamku w Legnicy, skąd słał prośby o ułaskawienie do Fryderyka II. Książę nie odpowiedział jednak i rycerz-rabuś został stracony przez powieszenie 13 kwietnia lub 5 października 1513 roku.

### Legendy
- według jednej z legend Czarny Krzysztof nie był z pochodzenia rycerzem, lecz czarnoskórym niewolnikiem zakupionym przez księcia Ludwika II brzeskiego podczas pielgrzymki do Jerozolimy. Wychowany na brzeskim zamku zbiegł i zaczął się ukrywać, uprawiając zbójeckie rzemiosło. Była to postać szlachetna, grabiąca łajdaków, a pomagająca biednym.
- istnieją podania o skarbach ukrytych przez rycerza. Czarnemu Krzysztofowi przypisuje się skarb 491 monet, znaleziony w 1967 roku w Grodźcu[1].
- duch rycerza ma się błąkać na wzgórzu Wilkołak (Wilcza Góra) koło Złotoryi. Jeździec w zardzewiałej zbroi i podartej opończy oraz na ubłoconym rumaku słania się w siodle i ciężko wzdycha. Napotkanych wędrowców ma porywać do piekła[1].